# Sabiyan
Sabiyan is een bestuurslaag in het regentschap Bangkalan van de provincie Oost-Java, Indonesië. Sabiyan telt 2455 inwoners (volkstelling 2010).